# Pavle Orlović

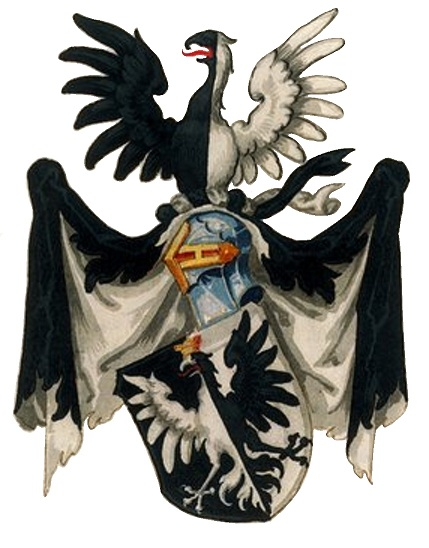
Escudo de armas de los Orlović

Pavle Orlović (en serbio: Павле Орловић) es un héroe semi-mitológico del ciclo de poesía épica serbia de Kosovo. Era un caballero serbio, uno de los comandantes militares bajo el Príncipe Lazar que cayó en la batalla de Kosovo (1389) contra el Imperio otomano. Según el folclore, Orlović era el hijo de voivode Vuk Orle, el Señor de Soko Grad en el Drina. Después de la muerte de Esteban Uroš V de Serbia, Orlović recibió la ciudad minera de Novo Brdo, así como las posesiones de su padre en Rudnik, Serbia central.
Según la leyenda, los cuatro hijos de Pavle Orlović escaparon de su ciudad natal a Čarađe, cerca de Gacko, después de la muerte de su padre y huyeron a Velimlje, una aldea en Banjani (Montenegro actual). Después de la conquista otomana de Banjani, establecieron varias familias del clan Orlović en Čarađe, Bjelice y Cuce.
Existen documentos en el archivo de Dubrovnik que mencionan que el héroe de Kosovo y barjaktar (portaestandarte) Pavle Orlović vivía al pie del monte de Orlin, al final de una villa junto a la que yacía el pueblo vecino de Čarađe.
Según Marko Šuica, no hay información sobre Pavle Orlović en fuentes históricas.

## La Doncella de Kosovo

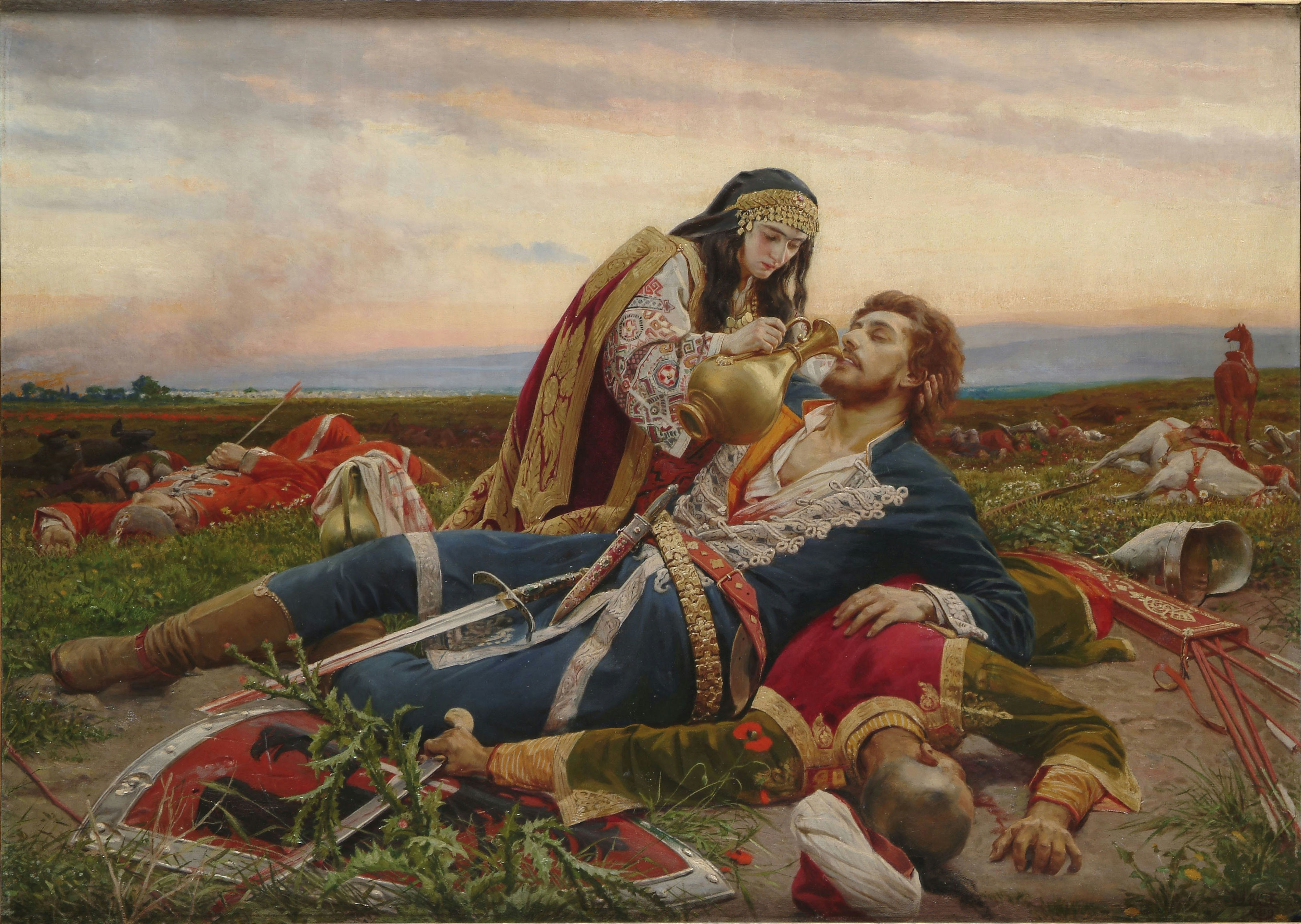
La Doncella de Kosovo, por Uroš Predić (1919).

En este poema épico medieval serbio aparece la figura de Pavle Orlović, portaestandarte de las tropas del príncipe, como un guerrero moribundo socorrido por una joven doncella:
Temprano se levantó la Doncella de Kosovo,

Temprano se levantó un domingo por la mañana,

Antes de que el brillante sol se levantara.

Ha enrollado las mangas blancas de su túnica hacia atrás,

Alzándolas hasta sus suaves codos blancos;

Sobre sus hombros, el pan blanco que lleva,

En sus manos, dos brillantes copas de oro,

En una copa, ha vertido agua fresca,

Y ha derramado buen vino tinto en la otra.

Luego busca el ancho plano de Kosovo,

Busca el lugar del enfrentamiento del noble Príncipe,

Vaga entre los héroes sangrantes.

Cuando encuentra un guerrero vivo en medio de los heridos

Luego lo lava con agua fría

Le da, sacramentalmente, el vino tinto,

Le entrega su buen pan blanco al héroe.

El destino al fin ha llevado sus pasos

Junto a Pavle Orlovic, el héroe,

¿Quién soportó el estándarte de combate del Príncipe?

De sus heridas abiertas, la sangre fluye,

Su mano derecha y su pie izquierdo están seccionados;

Y las costillas del héroe están aplastadas y rotas,

Pero aún permanece entre los vivos.

De los charcos de sangre ella arrastra su cuerpo

Y lo lava con el agua refrescante,

Vino tinto le da sacramentalmente,

Y entonces le ofrece su pan blanco al héroe.

Cuando al fin revive el corazón del guerrero,

Así habla Pavle Orlovic, el héroe:

"Oh querida hermana, Doncella de Kosovo,

¿Qué gran necesidad te obliga a vagar,

tan joven, entre los héroes heridos?

¿Qué haces en el campo de batalla?

¿Buscas al hijo de un hermano o a un hermano?

¿Acaso buscas a un padre anciano?"

Le respondió la Doncella de Kosovo:

"¡Oh querido hermano!¡Oh, tú guerrero desconocido!

No estoy buscando mi propia raza,

Ni el hijo de un hermano ni el hermano,

Tampoco busco un padre anciano.

¿Estabas presente?, oh guerrero desconocido,

Cuando por tres semanas enteras a todo su ejército

El Príncipe Lazar el Sacramento estaba dando

Por las manos de treinta santos padres,

En la espléndida iglesia de Samodreža;

Cuando Lazar y todo el ejército Serbio

Allí el Santísimo Sacramento estaban tomando,

Tres Vaivodas entraron por última vez:

El primero de ellos fue Miloš, el gran guerrero,

Ivan Kosancic estaba cerca de él,

Y el tercero, Toplica Milan, a continuación.

"Por casualidad me paré en la entrada

Cuando pasó el joven Miloš, el gran guerrero,

En todo el mundo, no hay más espléndido héroe;

En el suelo, su sable metálico,

Gorro de seda con plumas que ondeaban con orgullo,

Manto multicolor sobre sus hombros

Y alrededor de su cuello un pañuelo de seda.

Luego miró alrededor y me miró,

Se quitó su manto multicolor,

Se lo quitó y me lo dio, diciendo: "

"Aquí, oh doncella, está mi manto de color,

Por eso me habrás de recordar,

Por este manto mi nombre vivirá contigo.

Ahora, querida doncella, debo ir a combatir

Allí donde acampa el noble ejército del Príncipe;

Reza a Dios por mí, querida doncella, mi hermana,

Que pueda volver de nuevo con seguridad.

Y que toda la buena fortuna pueda asistirte

Te casaré con mi amigo Milan,

Aquel a quien Dios me ha dado como hermano,

Mi amigo Milan, que es mi hermano jurado.

En nombre de Dios y el buen San Juan,

Prometo ser el padrino en tu boda".

"Ivan Kosancic estaba cerca de él,

En todo el mundo, no hay más espléndido héroe;

En el suelo, su sable metálico,

Gorro de seda con plumas que ondeaban con orgullo,

Manto multicolor sobre sus hombros

Y alrededor de su cuello un pañuelo de seda,

En su mano brillaba un anillo de oro.

Luego miró alrededor y me miró,

Tomó el anillo de oro de su dedo,

Se lo quitó y me lo dio, diciendo:"

"Aquí tienes mi anillo de oro, oh doncella,

Por eso me tendrás en memoria,

Por este anillo de oro mi nombre vivirá contigo.

Ahora, querida doncella, debo ir a combatir

Allí donde acampa el noble ejército del Príncipe;

Reza a Dios por mí, querida doncella, mi hermana,

Que pueda volver de nuevo con seguridad.

Y que toda la buena fortuna pueda asistirte a ti

Te casaré con mi amigo Milan,

Aquel a quien Dios me ha dado como hermano,

Mi amigo Milan, que es mi hermano jurado.

En el nombre de Dios y el buen San Juan, lo prometo

Yo mismo te daré al novio".

"Entonces Toplica Milan vino después,

En todo el mundo, no hay más espléndido héroe;

En el suelo, su sable metálico,

Gorro de seda con plumas que ondeaban con orgullo,

Manto multicolor sobre sus hombros

Y alrededor de su cuello un pañuelo de seda,

En su mano brillaba un anillo de oro

Y sobre su brazo un brazalete de oro.

Luego miró alrededor y me miró,

De su brazo tomó el brazalete de oro,

Se la quitó y me la dio, diciendo:"

"Aquí, oh doncella, está mi brazalete de oro,

Por eso me tendrás en memoria.

Ahora, querida doncella, debo ir a combatir

Allí donde acampa el ejército de nuestro noble Príncipe;

Reza a Dios por mí, querida alma, querida mía,

Que pueda volver de nuevo con seguridad;

Entonces, querida dama, que esa buena suerte te sirva,

Y te tomaré por mi verdadero amor".

"Y luego se fueron estos poderosos capitanes,

Y hoy los busco aquí, oh hermano,

¡Los busco aquí, en el campo de batalla!

Pavle Orlovic le contestó:

"Oh querida hermana, Doncella de Kosovo,

¿Ves, querida alma, esas lanzas de batalla?

Donde se encuentran más densamente amontonadas juntas

Ha fluido la sangre de la vida de los héroes;

Por los estribos de los caballos fieles,

Por los estribos y las cinchas que montaron,

Corriendo por las fajas de seda de los héroes,

Y los tres han caído allí juntos.

Ahora regresa a tu hermoso castillo blanco

Para que no se salpiquen tus faldas y mangas con la sangre".

La doncella escucha las palabras del héroe,

En su cara blanca están cayendo veloces las lágrimas;

Y regresa a su hermoso castillo blanco.

De su garganta blanca brotan sus lamentaciones:

"Ay de mí, qué aciago destino llevo en mi interior,

Solo he tocado el árbol joven y tierno

Y el hermoso pino verde se ha marchitado."

## Folclore y tradición
Según la tradición recogida en el folclore popular, Orlović era el hijo del "voivoda" Vuk Orle, el Señor de Soko Grad en el Drina. Después de la muerte del rey Stephen Uroš V, Orlović recibió la ciudad minera de Novo Brdo, así como las posesiones de su padre en la montaña de Rudnik, en el centro de Serbia.
El historiador serbio Jovan Mišković recopiló narraciones populares en Teočin, en las que Orlović partía hacia Kosovo con sus 77 amigos para no regresar (1933).

## Legado
- Los portadores de la bandera montenegrina en la Guerra montenegrino-turca (1876-1878), que también portaban la Krstaš-barjak, la enseña de la revolución serbia, tenían sus ídolos en Boško Jugović y en Pavle Orlović.[6]

- Las familias nobles de Martinović de Bajice, cerca de Cetiña en Montenegro, y de Samardžić de Krivošije, reclaman a Orlović como su antecesor. Hasta el siglo XVII las familias también eran conocidas como Martinović-Orlović y Samardžić-Orlović. La familia Martinović desciende de Bajo Orlović y la familia Samardžić desciende del hermano de Bajo, Savo.[7] Hay muchos otros descendientes de Pavle Orlović, pero sin estatus reconocido de nobleza. El científico serbio Nikola Tesla es un descendiente de Orlović.

- El pintor serbio Uroš Predić representó a Pavle Orlović en su pintura la "La Doncella de Kosovo".

- Según el vocalista de la banda serbia Orthodox Celts, Aleksandar Petrović, su canción Green Roses es una historia narrada por el fallecido Pavle Orlović después de la batalla de Kosovo, pero antes de que la Doncella de Kosovo lo encuentre.[8]

- El escritor serbio Svetislav Simić adoptó el nombre de Pavle Orlović como seudónimo.